# Прилуцкий, Василий Дмитриевич
Василий Дмитриевич Прилуцкий (12 января 1883, Сапожок, Рязанская губерния — 3 октября 1936, Киев) — протоиерей Православной российской церкви, магистр богословия, профессор Киевской духовной академии.

## Биография
Родился в семье диакона 12 января 1883 года[по какому календарю?].
Окончил Сапожковское духовное училище (1897), Рязанскую духовную семинарию (1903) и Киевскую духовную академию со степенью кандидата богословия, профессорский стипендиат (1907).
Доцент по кафедре литургики и церковной археологии Киевской духовной академии, смотритель музея и помощник секретаря Церковно-исторического и археологического общества при Киевской духовной академии (1908), член Комиссии по исправлению богослужебных книг.
Иерей с обетом безбрачия в Киево-Братском Богоявленском монастыре (1910).
Делегат XV Археологического съезда (1911).
Один из создателей «идеальной всенощной», магистр богословия (1912), экстраординарный профессор Киевской духовной академии (1913).
Настоятель киевского Спасо-Преображенского единоверческого храма, член комиссии по научному изданию славянской Библии (1914), руководитель эвакуации Церковно-археологического музея в Казань (1915), делегат II Всероссийского единоверческого съезда (1917).
Награжден набедренником (1911), скуфьёй (1913), камилавкой (1914), наперсным крестом (1917).
В 1917 году член Поместного собора Православной российской церкви по избранию от Киевской духовной академии, участвовал в 1-й сессии, заместитель председателя VII, член X, XI, XII отделов.
В 1918–1919 годах продолжал преподавать в Киевской духовной академии, с 1920 года — в Киевской православной богословской академии.
В 1924 году организатор и преподаватель Пастырско-богословских курсов в Михайловском Златоверхом монастыре.
С 1926 года — протоиерей в Вознесенском Флоровском монастыре.
С 1929 года — настоятель Покровского храма на Соломенке в Киеве.
Скончался от рака желудка 3 октября 1936 года.